# ゲレーロス・ウニドス・カルテル
ゲレーロス・ウニドス・カルテル (英:Guerreros_Unidos、スペイン語:Guerreros Unidos) は、メキシコ合衆国のゲレーロ州に基板を置く犯罪組織・麻薬カルテル。

## 歴史
ゲレーロス・ウニドス・カルテルは2009年にベルトラン・レイバ・カルテルの最高幹部アルトゥーロ ベルトラン レイバ氏の死後に結成されたベルトラン レイバ組織 (OBL) の少なくとも 7 つの反体制派グループのうちの 1 つとされている。ゲレーロス・ウニドス・カルテルはクレオティルデ・トリビオ・レンテリアによって2010年にゲローニ州にて創設された。
ゲレーロス・ウニドス・カルテルの最初の事件は2011年12月に3人を殺害した事件である。2012年にはゲレーロス・ウニドス・カルテルのメンバーがモレロス州のバーへの連続侵入を含む複数の襲撃を実行し、5人が死亡、15人を負傷させた。
2014年9月26日に発生した2014年メキシコ・イグアラ市学生集団失踪事件に関与したことがのちに判明している。